# Vivien Merchant
Vivien Merchant, pseudonimo di Ada Brand Thomson (Manchester, 22 luglio 1929 – Londra, 3 ottobre 1982), è stata un'attrice britannica.

## Biografia
Interpretò ruoli da protagonista in molti film, tra i più famosi dei quali sono da ricordare Alfie (1966) di Lewis Gilbert e Frenzy (1972) di Alfred Hitchcock.

## Vita privata
Nel 1956 sposò lo scrittore Harold Pinter, dal quale divorziò nel 1980, dopo che il marito aveva iniziato a frequentare un'altra donna, la scrittrice di libri storici Antonia Fraser. La Merchant entrò in crisi dopo la fine del matrimonio con Pinter e si diede all'alcol. Morì due anni dopo, nel 1982, all'età di 53 anni.

## Filmografia

### Cinema
- Alfie, regia di Lewis Gilbert (1966)
- L'incidente (Accident), regia di Joseph Losey (1967)
- Alfredo il Grande (Alfred the Great), regia di Clive Donner (1969)
- La leggenda di Llareggub (Under Milk Wood), regia di Andrew Sinclair (1971)
- Frenzy, regia di Alfred Hitchcock (1972)
- Riflessi in uno specchio scuro (The Offence), regia di Sidney Lumet (1972)
- Ritorno a casa (The Homecoming), regia di Peter Hall (1973)
- Le serve (The Maids), regia di Christopher Miles (1975)

### Televisione
- Virtuoso, regia di George More O'Ferrall – film TV (1948)
- BBC Sunday-Night Theatre – serie TV, 1 episodio (1955)
- The Infamous John Friend – miniserie TV, 1 episodio (1959)
- Armchair Theatre – serie TV, 1 episodio (1960)
- ITV Television Playhouse – serie TV, 4 episodi (1960-1963)
- ITV Play of the Week – serie TV, 2 episodi (1960-1965)
- Studio 4 – serie TV, 1 episodio (1962)
- The Lover, regia di Joan Kemp-Welch – film TV (1963)
- Maupassant – serie TV, 1 episodio (1963)
- Tea Party, regia di Charles Jarrott – film TV (1965)
- Theatre 625 – serie TV, 2 episodi (1966)
- Seven Deadly Sins – serie TV, 1 episodio (1966)
- Thirty-Minute Theatre – serie TV, 1 episodio (1966)
- ITV Playhouse – serie TV, 1 episodio (1968)
- BBC Play of the Month – serie TV, 3 episodi (1968-1973)
- ITV Saturday Night Theatre – serie TV, 3 episodi (1969-1970)
- Wicked Women – serie TV, 1 episodio (1970)
- Aquarius – serie TV, 1 episodio (1971)
- La guerra dei bambini (A War of Children), regia di George Schaefer – film TV (1972)
- Doppia sentenza (Softly Softly: Task Force) – serie TV, 1 episodio (1973)
- The Lover, regia di James Ormerod – film TV (1977)
- L'uomo dalla maschera di ferro (The Man in the Iron Mask), regia di Mike Newell – film TV (1977)
- The Velvet Glove – serie TV, 1 episodio (1977)
- Secret Army – serie TV, 1 episodio (1977)
- Breakaway – serie TV, 3 episodi (1980)
- A Tale of Two Cities, regia di Michael E. Briant – miniserie TV (1980)
- Crown Court – serie TV, 3 episodi (1982)

## Doppiatrici italiane
- Micaela Giustiniani in Alfie
- Dhia Cristiani in Riflessi in uno specchio scuro
- Lydia Simoneschi in Frenzy

## Riconoscimenti
Premi Oscar 1967 - Candidatura all'Oscar alla miglior attrice non protagonista per Alfie